# Linda McCartney
Linda McCartney (New York, 24 september 1941 – Tucson, 17 april 1998), geboren als Linda Eastman in Scarsdale, een voorstad van New York, was een Amerikaans fotografe en muzikante. Ze is voornamelijk bekend om haar huwelijk met ex-Beatle Paul McCartney met wie ze samen speelde in de succesvolle band Wings.

## Biografie
Linda groeide op in de rijke omgeving van Scarsdale in Westchester County, New York. Ze was een bekend fotografe in de rock-'n-rollscene, toen ze in 1967 Paul McCartney leerde kennen tijdens het maken van foto's voor het boek Rock and Other Four Letter Words. Ze ontmoetten elkaar in de nachtclub Bag o' Nails. In 1969 trouwden ze en samen voedden ze vier kinderen op: Heather (uit haar vorig huwelijk), Mary, Stella en James.
Na het uiteenvallen van The Beatles in 1970 gaf Paul Linda les in het bespelen van het keyboard. Samen met anderen richtten ze de band Wings op. Hoewel de muzikale talenten van Linda door veel muziekcritici bekritiseerd werden, werd Wings een succesvolle band in de jaren zeventig. Linda ontwikkelde haar muzikale vaardigheden verder door de jaren heen en begon zelfs haar eigen muziek te schrijven en op te nemen. Haar album Wide Prairie werd postuum uitgebracht in 1998.
Linda McCartney was een voorvechtster van dierenrechten. Ze liet haar man kennismaken met het vegetarisme en maakte vleesloos dieet populair met haar kookboeken en haar productreeks ingevroren vegetarische maaltijden. In 1991 richtte ze hiervoor het bedrijf Linda McCartney Foods op. De Britse wielrenner Julian Clark vormde in 1998 de professionele wielerploeg Linda McCartney Racing Team, gesponsord door Linda McCartney Foods. Sean Yates was ploegleider. De renners van het team waren contractueel verplicht om vegetarisch te eten. De ploeg stopte in 2001 bij gebrek aan sponsorgeld.
Toen Linda in 1998 overleed aan borstkanker riep Paul fans op om haar te gedenken door geld aan borstkankeronderzoek te doneren of vegetariër te worden.

## Linda McCartney Award
Na haar dood kreeg Paul haar fortuin en startte Paul met het uitreiken van de Linda McCartney Award. De Linda McCartney Award wordt uitgereikt aan mensen of organisaties die zich inzetten voor vegetarisme en tegen ggo's.

## Discografie
Zie ook discografie Wings.

### Albums
| Album met eventuele hitnotering(en) in de Nederlandse Album Top 100 | Datum van verschijnen | Datum van binnenkomst | Hoogste positie | Aantal weken | Opmerkingen        |
| ------------------------------------------------------------------- | --------------------- | --------------------- | --------------- | ------------ | ------------------ |
| RAM                                                                 | 17-05-1971            | 19-06-1971            | 2               | 26           | met Paul McCartney |

| Album met hitnotering(en) in de Vlaamse Ultratop 200 albums | Datum van verschijnen | Datum van binnenkomst | Hoogste positie | Aantal weken | Opmerkingen        |
| ----------------------------------------------------------- | --------------------- | --------------------- | --------------- | ------------ | ------------------ |
| RAM                                                         | 18-05-2012            | 02-06-2012            | 75              | 3*           | met Paul McCartney |

### Singles
| Single met eventuele hitnotering(en) in de Nederlandse Top 40 | Datum van verschijnen | Datum van binnenkomst | Hoogste positie | Aantal weken | Opmerkingen                                     |
| ------------------------------------------------------------- | --------------------- | --------------------- | --------------- | ------------ | ----------------------------------------------- |
| Eat at home                                                   | 1971                  | 07-08-1971            | 10              | 7            | met Paul McCartney / Nr. 7 in de Single Top 100 |

| Single met hitnotering(en) in de Vlaamse Ultratop 50 | Datum van verschijnen | Datum van binnenkomst | Hoogste positie | Aantal weken | Opmerkingen                                     |
| ---------------------------------------------------- | --------------------- | --------------------- | --------------- | ------------ | ----------------------------------------------- |
| Eat at home                                          | 1971                  | -                     |                 |              | met Paul McCartney / Nr. 9 in de Radio 2 Top 30 |

- Biblioteca Nacional de España: XX1026861
- Bibliothèque nationale de France: cb13934438h (data)
- CiNii: DA0795851X
- Gemeinsame Normdatei: 119089955
- International Standard Name Identifier: 0000 0001 2032 9418
- Library of Congress Control Number: n87800870
- MusicBrainz: 10b860bf-f225-4ee0-8c28-e32f1759b4a2
- Bibliotheek van het Japanse parlement: 00471302
- Nationale Bibliotheek van Tsjechië: xx0064855
- Nationale Bibliotheek van Israël: 987007354502905171
- Nationale Bibliotheek van Polen: a0000001128429
- Nederlandse Thesaurus van Auteursnamen: 073470899
- PIC: 284991
- RKD-Nederlands Instituut voor Kunstgeschiedenis: 214240
- Istituto Centrale per il Catalogo Unico: CFIV182245
- LIBRIS: 291280
- SNAC: w64t738t
- Système universitaire de documentation: 033490074
- Trove: 1028767
- Union List of Artist Names: 500346267
- Virtual International Authority File: 113543874
- WorldCat: E39PBJqKbrFYJwQ4ThdxBGB773